# Staurastrum dybowskii
Staurastrum dybowskii là một loài Song tinh tảo trong họ Desmidiaceae, thuộc chi Staurastrum.